# Горпінченко Анастасія Іванівна
Анастасія Іванівна Горпінченко (нар. 12 січня 1998, м. Охтирка, Сумська область, Україна) — українська журналістка, радіоведуча та редакторка «Громадського радіо» (2017—2022), військова кореспондентка та журналістка-розслідувачка «Слідство.Інфо» (з 2022 року).

## Походження та навчання
Настя Горпінченко навчалася та закінчила МФК СумДУ за спеціальністю "Видавнича справа та редагування" та Сумський державний університет за спеціальністю «Журналістика». Працювала в низці регіональних та загальноукраїнських медіа. Брала участь у стажуванні за програмою міжнародних журналістських обмінів The Europe-Ukrainian Desk.

## Журналістська діяльність
Журналістську діяльність Настя почала ще під час навчання в університеті у сумському виданні «Спецкор», де готувала репортажі для центральних телеканалів. У 2017—2018 роках працювала кореспонденткою регіональної редакції «Суспільного». У 2018 переїхала до Києва і приєдналася до команди Громадського радіо, де працювала репортеркою, ведучою новин та програм. Робота у 2020—2022 роках у благодійному фонді Схід SOS познайомила Настю Горпінченко з українським сходом і вплинула на вибір її журналістської спеціалізації — з 2020 року і дотепер вона готує відеосюжети та текстові матеріали про життя мешканців регіонів, які постраждали від російського вторгнення і, насамперед, репортажі про українських військових. В період роботи у Схід SOS Настя майже припинила свою журналістську діяльність, але на початку 2022 року повернулася до журналістики, яку і дотепер вважає своєю життєвою місією. У 2022 році, напередодні та з початком широкомасштабного вторгнення Росії в Україну Настя Горпінченко багато працювала на лінії фронту, знімаючи репортажі для Громадського радіо та франко-німецького телеканалу «ARTE». З вересня 2022 року працює у розслідувальному виданні Слідство.Інфо. У своїх колонках на «Українській правді» та «Слідстві. Інфо» Настя Горпінченко піднімає проблеми взаємин медіа-спільноти та держави.
У 2024 році австралійський телеканал Australian Broadcasting Corporation зняв документальний фільм про роботу українських журналісток, головною героїнею якого стала Настя Горпінченко.

## Робота у громадських організаціях та ініціативах
У 2020 році Настя Горпінченко долучилася до команди благодійного фонду Схід SOS, де займалася організацією інформаційних кампаній на захист прав та інтересів постраждалих від російської збройної агресії. В цей період вона багато подорожувала сходом України, що дозволило їй краще зрозуміти мешканців регіону.
У 2023—2024 роках Настя Горпінченко навчала регіональних журналістів у рамках менторської програми Media Development Foundation.

## Журналістські розслідування
У 2024 році Настя Горпінченко дебютувала у новому для себе жанрі — журналістських розслідувань. Її розслідувальні матеріали «Як столичний військкомат списав офіцерів» та «Зроблено в Україні — доставлено на „СВО“: як системи зв'язку опиняються в окупантів» зібрали сотні тисяч переглядів та мали широкий суспільний резонанс.

## Нагороди та відзнаки
- 2023 — «Честь професії» в номінації «Найкращий матеріал на тему дотримання професійних стандартів та журналістської етики під час війни»[8]
- 2023 — «25 до 25: Молоді та зухвалі», премія для молодих журналістів та журналісток Media Development Foundation[9][10]
- 2024 — «Війна в об'єктиві» у номінації «Найкращій відеорепортаж»[11]